# Manuel Fernandes (labdarúgó, 1986)
Manuel Henrique Tavares Fernandes vagy egyszerűen Manuel Fernandes (Lisszabon, 1986. február 5. –) portugál labdarúgó. 2020 óta a Kayserispor középpályása és a Portugál labdarúgó-válogatott tagja.

## Sikerei, díjai
- Benfica
  - Portugál bajnok: 2004–05
  - Portugál kupa: 2003–04
  - Portugál szuperkupa: 2005

- Valencia
  - Spanyol kupa: 2007–08

- Beşiktaş
  - Török kupa: 2010–11

- Lokomotyiv Moszkva
  - Orosz bajnok: 2017–18
  - Orosz kupa: 2014–15, 2016–17, 2017–18

## Fordítás
- Ez a szócikk részben vagy egészben  a   Manuel Fernandes (footballer born 1986) című angol Wikipédia-szócikk fordításán alapul.  Az eredeti cikk szerkesztőit annak laptörténete sorolja fel. Ez a jelzés csupán a megfogalmazás eredetét és a szerzői jogokat jelzi, nem szolgál a cikkben szereplő információk forrásmegjelöléseként.